# Scythropochroa exposita
Scythropochroa exposita är en tvåvingeart som beskrevs av Hans-Georg Rudzinski 2006. Scythropochroa exposita ingår i släktet Scythropochroa och familjen sorgmyggor.
Artens utbredningsområde är Taiwan. Inga underarter finns listade i Catalogue of Life.